# Charlie Haden
Charles Edward Haden (Shenandoah, 6 agosto 1937 – Los Angeles, 11 luglio 2014) è stato un contrabbassista statunitense.
Principalmente conosciuto per la lunga collaborazione con il sassofonista Ornette Coleman, ha diretto la Liberation Music Orchestra ed è stato vincitore di Grammy Award in tre occasioni, ricevendo un premio per la migliore esecuzione strumentale jazz per il suo album del 1997 con Pat Metheny Beyond the Missouri Sky (Short Stories), per l'album jazz latino per Nocturne del 2001 e per Land of the Sun del 2004, con la collaborazione del pianista cubano Gonzalo Rubalcaba.

## Biografia
Haden è nato a Shenandoah in Iowa ed è cresciuto in una famiglia di musicisti, che spesso si esibivano insieme alla radio suonando musica country e canzoni folk americane. Haden debuttò professionalmente come cantante quando aveva due anni, e continuò a cantare con la sua famiglia finché non contrasse, a 14 anni, una forma lieve di poliomielite. La poliomielite gli danneggiò i muscoli della gola e le corde vocali e il risultato fu che Haden diventò incapace di controllare l'intonazione.
Pochi anni prima, Haden aveva iniziato a interessarsi al jazz, e iniziò a suonare il contrabbasso del fratello maggiore. Haden si trasferì a Los Angeles a metà degli anni Cinquanta e cominciò rapidamente a suonare professionalmente, collaborando col pianista Hampton Hawes e il sassofonista Art Pepper. Diventò famoso suonando con Ornette Coleman alla fine degli anni Cinquanta, forse raggiungendo l'apice con l'album The Shape of Jazz to Come.
Questo album fu molto controverso al tempo, e lo stesso Haden sottolineò che il concetto di armolodia, che era alla base della musica di Coleman, era così difficile per lui che all'inizio si rassegnò a ripetere le linee di Coleman al basso. Fu solo successivamente che acquistò abbastanza confidenza per suonare linee proprie durante i concerti. Accanto alla sua associazione con Coleman, Haden fu anche un membro del trio di Keith Jarrett e dell'"American quartet" dal 1967 al 1976 con Paul Motian e Dewey Redman.
Continuò come leader della Liberation Music Orchestra negli anni Settanta. In gran parte arrangiata da Carla Bley, la loro musica era molto sperimentale, e coniugava per la prima volta il free jazz con la musica politica, nello specifico, il primo album della LMO si concentrava sulla guerra civile spagnola. Questa esplorazione tematica di generi tipicamente non considerati standard del jazz divenne una caratteristica distintiva dell'approccio di Haden con il suo Quartet West.
Fondato nel 1987, il Quartet West era formato da Ernie Watts al sax, Alan Broadbent al piano e Larance Marable alla batteria. Sempre nel 1987, a Roma, Haden ritrova il batterista Billy Higgins, con cui aveva costituito la ritmica del quartetto di Coleman e, insieme alla tromba e alla voce di Chet Baker e al piano di un giovane Enrico Pieranunzi, registra "Silence", pubblicato poi nel 1989 e definito una "Fra le migliori cose in ambito mainstream degli ultimi decenni".
Alla fine del 1997 collaborò in duetto con il chitarrista Pat Metheny alla riscoperta della musica che li aveva accompagnati durante la loro infanzia nel Missouri. La collaborazione culminò nell'album Beyond the Missouri Sky (Short Stories) e nel tour mondiale che vide protagonisti Haden al fianco di Metheny. Nel 2013 è stato premiato con il Grammy Award alla carriera. Prima di ricevere il Grammy aveva detto in un'intervista all'Associated Press: "Voglio portare via la gente dalla bruttezza e dalla tristezza che ci circonda attraverso la bella, profonda musica".
Charlie Haden è morto l'11 luglio 2014 a Los Angeles. Aveva già interrotto la sua attività dal vivo dopo l'insorgere della malattia a fine 2010.

## Vita privata
È stato sposato dal 1984 con la cantante jazz e produttrice discografica Ruth Cameron. Dal suo primo matrimonio ha avuto il figlio Josh Haden, musicista e leader degli Spain, e le figlie Tanya, Petra e Rachel, anche loro musiciste.

## Discografia
- Change of the Century e The Shape of Jazz to Come (con Ornette Coleman, 1959)
- This Is Our Music (con Ornette Coleman, 1960)
- Free Jazz: A Collective Improvisation (con Ornette Coleman, 1961)
- Somewhere Before (con Keith Jarrett, 1968)
- Liberation Music Orchestra (1969) Impulse!
- Birth (con Keith Jarrett, 1971)
- Escalator Over The Hill (con Carla Bley, 1971)
- Closeness (Horizon, 1976)
- The Golden Number (Horizon, 1977)
- The Survivors' Suite (con Keith Jarrett, Dewey Redman e Paul Motian, 1977)
- Gitane con Christian Escoude (All Life Records, 1978)
- As Long as There's Music (con Hampton Hawes) (Artists House, 1978)
- Eyes Of The Heart (con Keith Jarrett, Dewey Redman e Paul Motian, 1979)
- Magico e Folk Songs (con Jan Garbarek e Egberto Gismonti, ECM 1979)
- 80/81 (con Pat Metheny, Michael Brecker e Dewey Redman, 1979)
- Playing (con Dewey Redman, Don Cherry e Ed Blackwell, 1981)
- Time Remembers One Time Once (con Denny Zeitlin, 1981)
- The Ballad of the Fallen (Liberation Music Orchestra, 1982)
- Rejoicing (con Pat Metheny e Billy Higgins, 1984)
- Etudes con Geri Allen e Paul Motian (Soul Note, 1987)
- By the Vaar (1987) (composizione di Gavin Bryars, dedicata ad Haden)
- In Angel City (Quartet West, 1988)
- Private Collection (1988)
- In The Year Of The Dragon (con Geri Allen e Paul Motian, 1989)
- Silence (con Chet Baker, Enrico Pieranunzi e Billy Higgins, 1989)
- Dream Keeper (Liberation Music Orchestra, 1990)
- Dialogues con Carlos Paredes (Antilles, 1990)
- Haunted Heart (Quartet West, 1991)
- First Song con Enrico Pieranunzi e Billy Higgins (Soul Note, 1992)
- Always Say Goodbye (Quartet West, 1994) Verve
- Going back home (Ginger Baker trio, 1994) Atlantic
- The Montreal Tapes: with Paul Bley and Paul Motian (1994)
- Now Is the Hour (Quartet West, 1995) Verve
- Falling off the roof (Ginger Baker trio, 1995) Atlantic
- Steal Away con Hank Jones (Verve, 1995)
- Night and the City (con Kenny Barron, 1996)
- Beyond the Missouri Sky (Short Stories) (con Pat Metheny, 1997) Verve - Grammy Award for Best Jazz Instrumental Album 1998
- None but the Lonely Heart (con Chris Anderson, 1997)
- The Montreal Tapes (1998)
- In Montreal con Egberto Gismonti (ECM, 2001)
- Nocturne (con Gonzalo Rubalcaba ed Ignacio Berroa, 2001) Verve - Grammy Award for Best Latin Jazz Album 2002
- American Dreams (con Michael Brecker, 2002)
- Land of the Sun (con Gonzalo Rubalcaba, Ignacio Berroa, Joe Lovano e Lionel Loueke, 2004) Verve - Grammy Award for Best Latin Jazz Album 2005
- Nightfall con John Taylor (pianista) (Naim, 2004)
- Not In Our Name (Liberation Music Orchestra, 2005)
- Heartplay con Antonio Forcione (Naim, 2006)
- The best of Quartet West (2007) Verve
- Family & Friends. Rambling boy (Charlie Haden family & friends, 2008) EmArcy
- Jasmine (con Keith Jarrett, 2010) - tredicesima posizione in classifica in Norvegia, diciassettesima in Francia e ventesima in Italia e Svezia e seconda nella Jazz Albums.
- Sophisticated ladies con i Quartet West, Diana Krall, Melody Gardot, Norah Jones, Cassandra Wilson, Renée Fleming e Ruth Cameron (2010) EmArcy - terzo nella classifica Jazz Albums ed alla posizione 23 in Francia
- Come Sunday con Hank Jones (2011) EmArcy - quarta posizione nella Jazz Albums
- Live At Birdland, Lee Konitz, Brad Mehldau, Charlie Haden e Paul Motian (2011) ECM – decima posizione nella Jazz Albums
- Alone Together, con Brad Mehldau (2013) EMI
- Another Shade Of Blue, con Brad Mehldau (2013) EMI
- Last Dance, con Keith Jarrett (2014) ECM